# Vaken med P3 och P4
Vaken med P3 och P4 är ett underhållningsprogram i Sveriges Radios rikskanaler P3 och P4 som sänds alla nätter 00:03–06:00. Programmet direktsänds från Radiohuset i Stockholm.

## Programinnehåll
I Vaken förekommer musik, telefonsamtal, diskussionsämnen, nyheter, trafik, väder och tävlingar. På lördagar och söndagar ägnas en stor del av programmet åt att spela lyssnarnas önskemusik.

### Intervjuer och gäster
Programmet innehåller diverse intervjuer och inbjudna nattgäster.

### Tävlingar
Ett inslag i programmet som följt med sedan föregångaren Nattliv är "Nattjakten", där lyssnaren ska koppla samman tre olika låtar till ett lösenord.
En annan programpunkt, som också funnits med länge, är tävlingen "Nattjakten Deluxe" där programledarna tillsammans med lyssnarna ska plocka ut tio saker ur ett ljud. Exempelvis tio spel eller tio historiska kvinnor. Tävlingen körs varje fredag kl 01:00 - 02:00 

## Programledare och redaktion

### Aktuella programledare
- Peter Sundberg
- Alfred Sjelvgren
- Robert Frank
- Frida Tranvik
- Lisa Friberg
- Isabelle Berglund
- Anton Emanuelsson Vretander
- Kalle Johansson
- Pontus Andersson
- Erika Raisa Nielsen
- Sofia Dalén

Sedan 2004 görs "Steg för steg" av Mats Leander. Från och med 2008 till sommaren 2010 gjordes tävlingen varannan vecka av Qina Hermansson. Redaktörer och producenter för Vaken med P3 & P4 är Anne Björkbom och Anna Alexandersson.

### Tidigare programledare
- Henrik Olsson
- Peter Miljateig
- Pär Fontander
- Helen Ling
- Magnus Leijon
- Daniel Wåckner
- Kajsa Lindh
- Paul Haukka
- Marika Rennerfelt
- Thomas Artäng
- Veronika Mitrevska
- Liselotte Karlsson
- Robert Frisk
- Sari Eliasson
- David Fältström
- Johan Åkesson
- Susanne Tellinger
- Pontus Westberg Ekerljung
- Sanna Martin
- Ninni Udén
- Anno Lindblad
- Ola Gäverth
- Helen Ling
- Jenny Goldkuhl
- Fredrik Ralstrand
- Maja Hageby
- Lisa Tallroth
- Carolin Björnerhag
- Jesper J. Rubin
- Pamela Taivassalo Wikholm (t.o.m. 24 januari 2021)
- Wivianne Svedberg (t.o.m. 29 januari 2021)
- Evyn Redar

## Historia
Det första programmet av Vaken med P3 och P4 sändes den 9 januari 2006. Tidigare har program som Nattliv, Tidig morgon, Nybryggt, Väderbiten, Tuppen och Nattradion med bland annat "Stjärnornas musik", 
"Nattcountryn" och "Svenska timmen" sänts på nätterna i Sveriges Radio.